# Crossotus plumicornis
Crossotus plumicornis är en skalbaggsart som beskrevs av Audinet-serville 1835. Crossotus plumicornis ingår i släktet Crossotus och familjen långhorningar.
Artens utbredningsområde är:
- Botswana.
- Kenya.
- Mali.
- Malawi.
- Moçambique.
- Senegal.
- Swaziland.
- Zimbabwe.

Inga underarter finns listade i Catalogue of Life.